# Andó Tadao
Andó Tadao (japánul: 安藤 忠雄) (1941. szeptember 13. –) világszerte elismert japán autodidakta építész.

## Életpályája
Rövid bokszolói karrier után, 17 éves korában döntötte el hogy építész lesz. A 20. század több jelentős építészéhez, Frank Lloyd Wrighthoz, Ludwig Mies van der Rohe-hoz és Le Corbusier-hez hasonlóan autodidakta módon képezte magát. Egyetemi tanulmányok helyett beutazta Európát, az Egyesült Államokat és Afrikát. Az építőanyagok logikájával asztalos műhelyben ismerkedett meg. 1969-ben nyitotta meg Andó Tadao Építész és Társai nevű irodáját Oszakában. Műveit eleinte főképp a Kanszai régióban alkotta. Nemzetközi áttörése 1976-ban következett be, az Azuma-házzal.

## Andó Tadao-idézetek
- „Tizenöt évesen került kezembe egy Le Corbusier teljes életművét bemutató könyv. Lemásoltam néhány rajzát, és ez lett a kezdete annak, hogy érdeklődésem az építészet irányába fordult.”
- „A természettől vesszük kölcsön a helyet, amire építünk.”[4]

## Alkotásai
Jelentős épületei közül kiemelkednek a himejii Gyermekmúzeum és Irodalmi Múzeum, a hokkaidói „Templom a vízen”, a kobei kápolna, az ibaraki „Fény Temploma”, a „Vízi Templom” az Awaji szigeten és a st. louisi Művészeti Múzeum.
Építészettörténeti jelentősége a japán és a nyugati építészeti hagyományok szintézisében és modern újraértelmezésében rejlik. 1995-ben a Pritzker-díjjal lett kitüntetve, 2005-ben pedig UIA-aranyérmes lett.

## Képtár

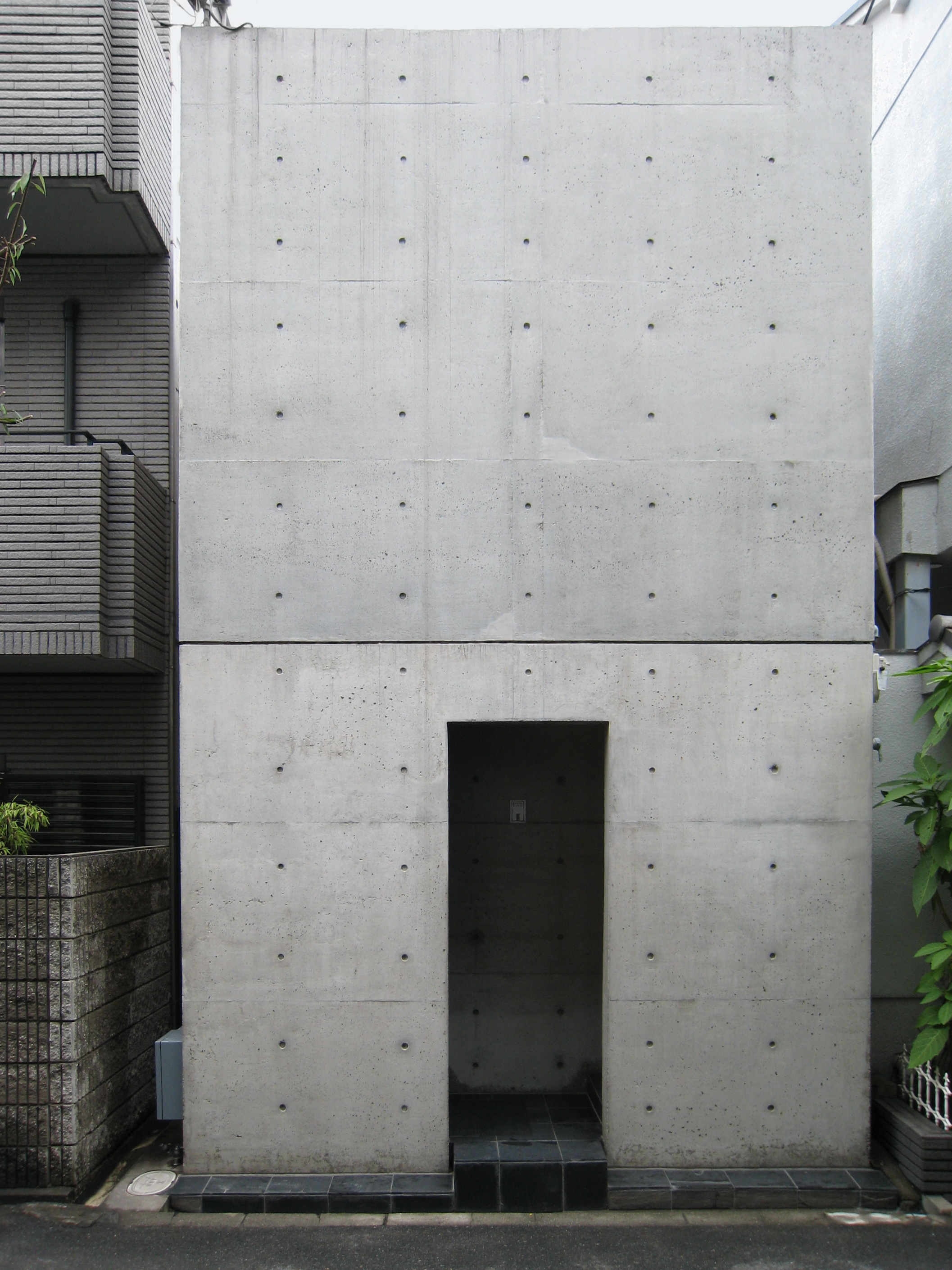
Azuma-ház, Szumijosi, Oszaka, 1976
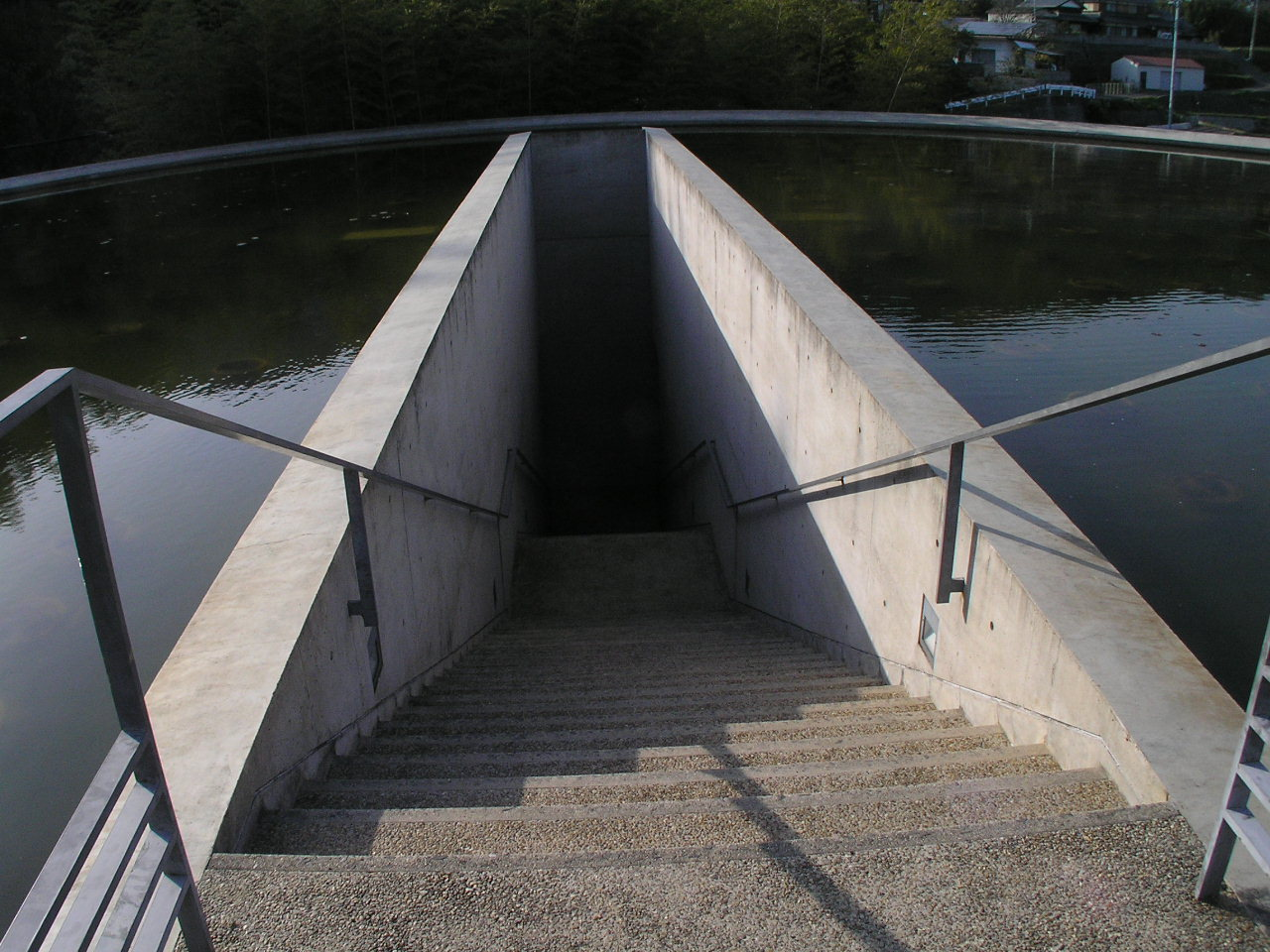
Templom a vízen, Hokkaidó
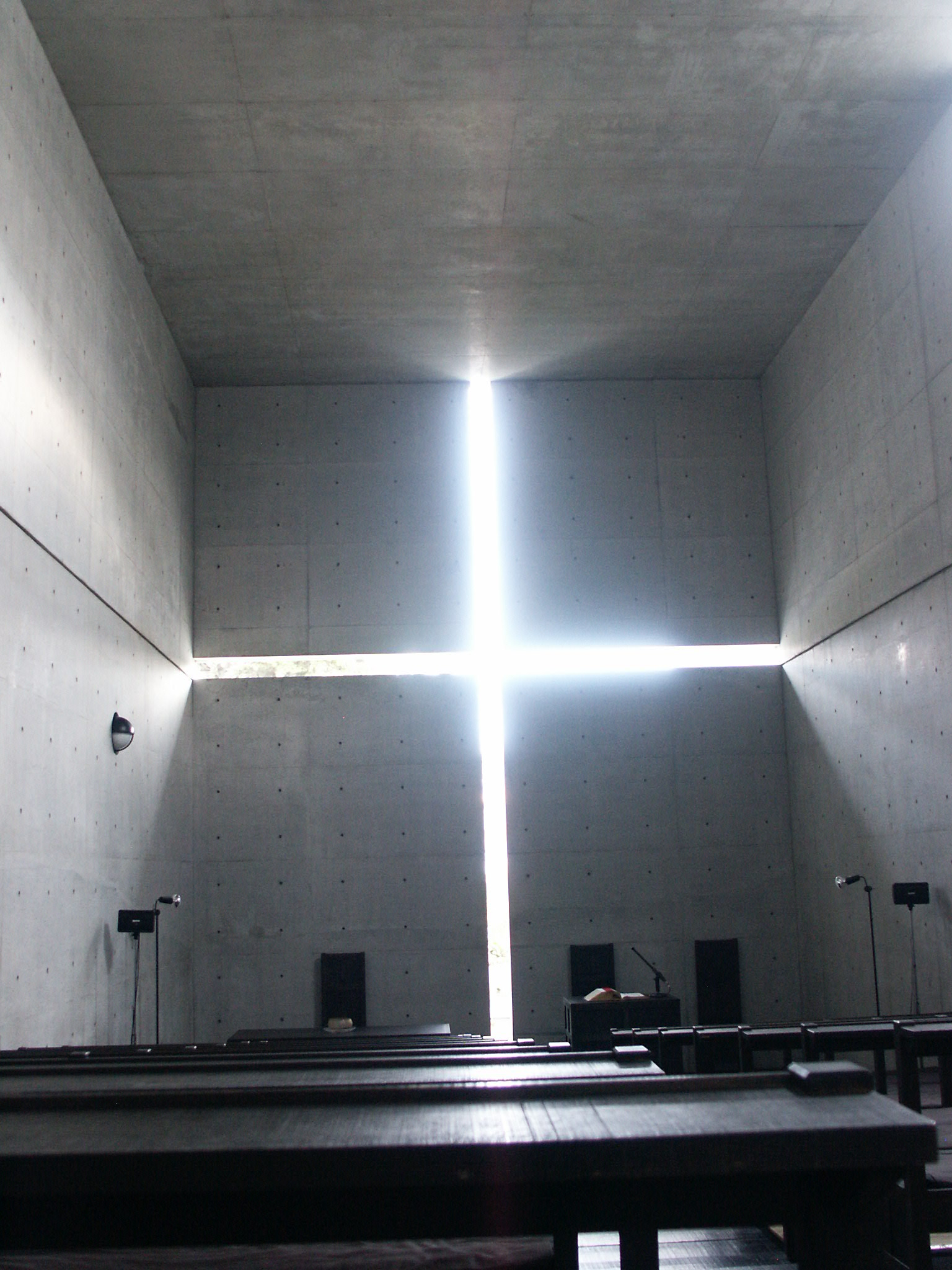
A Fény Temploma, Ibaraki, Oszaka
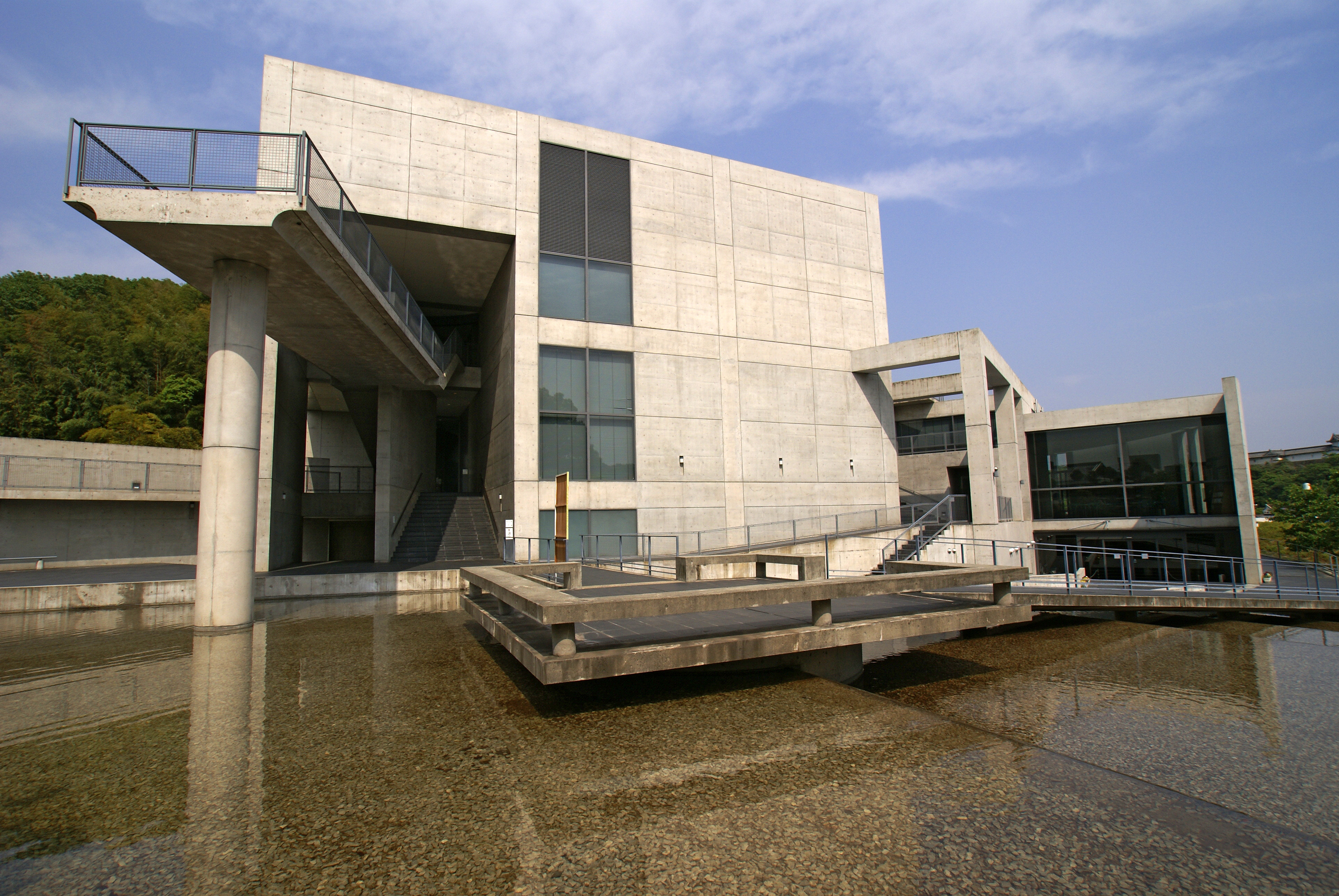
Irodalmi Múzeum, Himeji
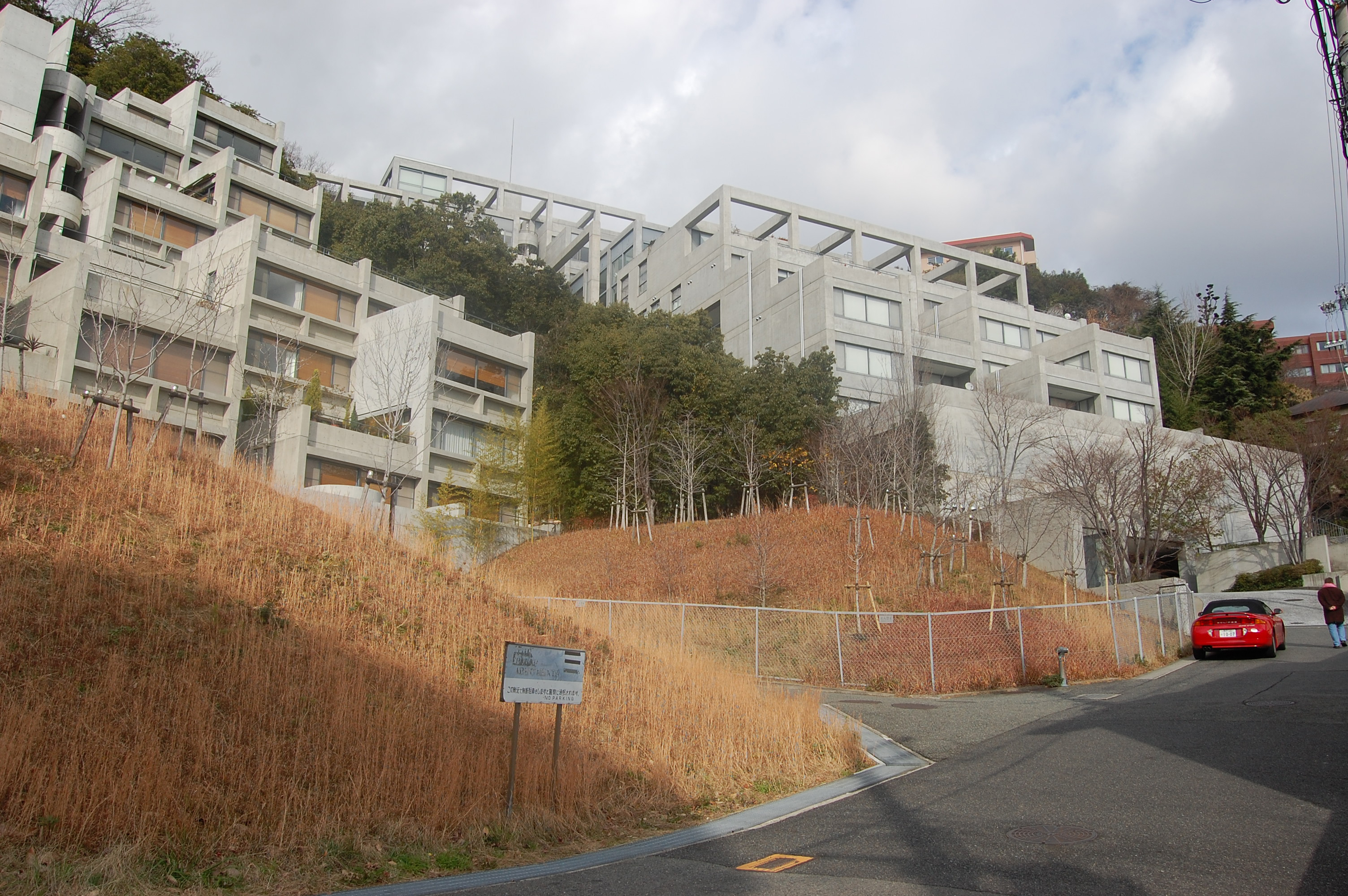
Rokko lakóházak I. és II. ütem, Kóbe
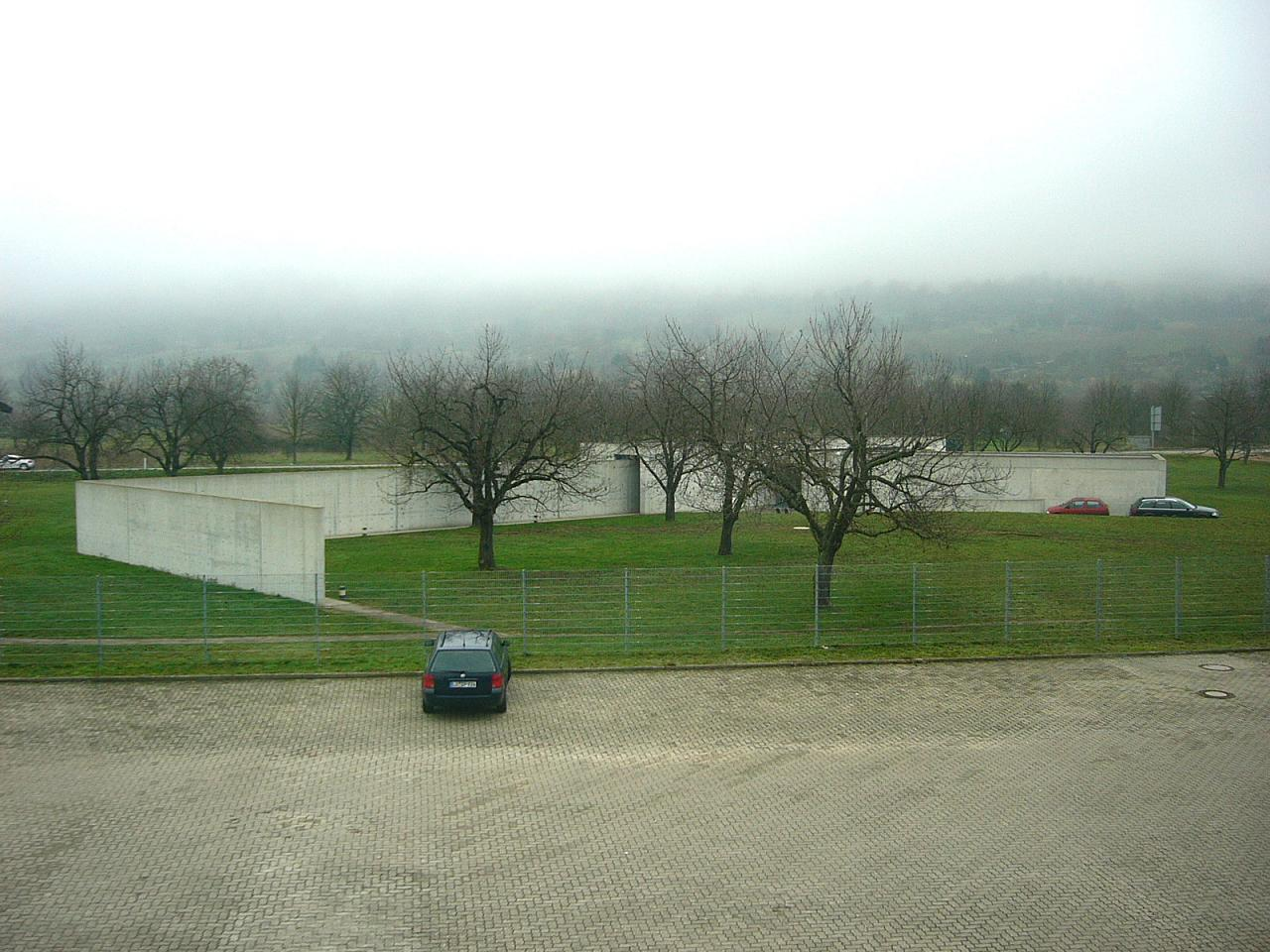
Vitra Konferencia Pavilon, Vitra Design Museum, Weil am Rhein, Németország
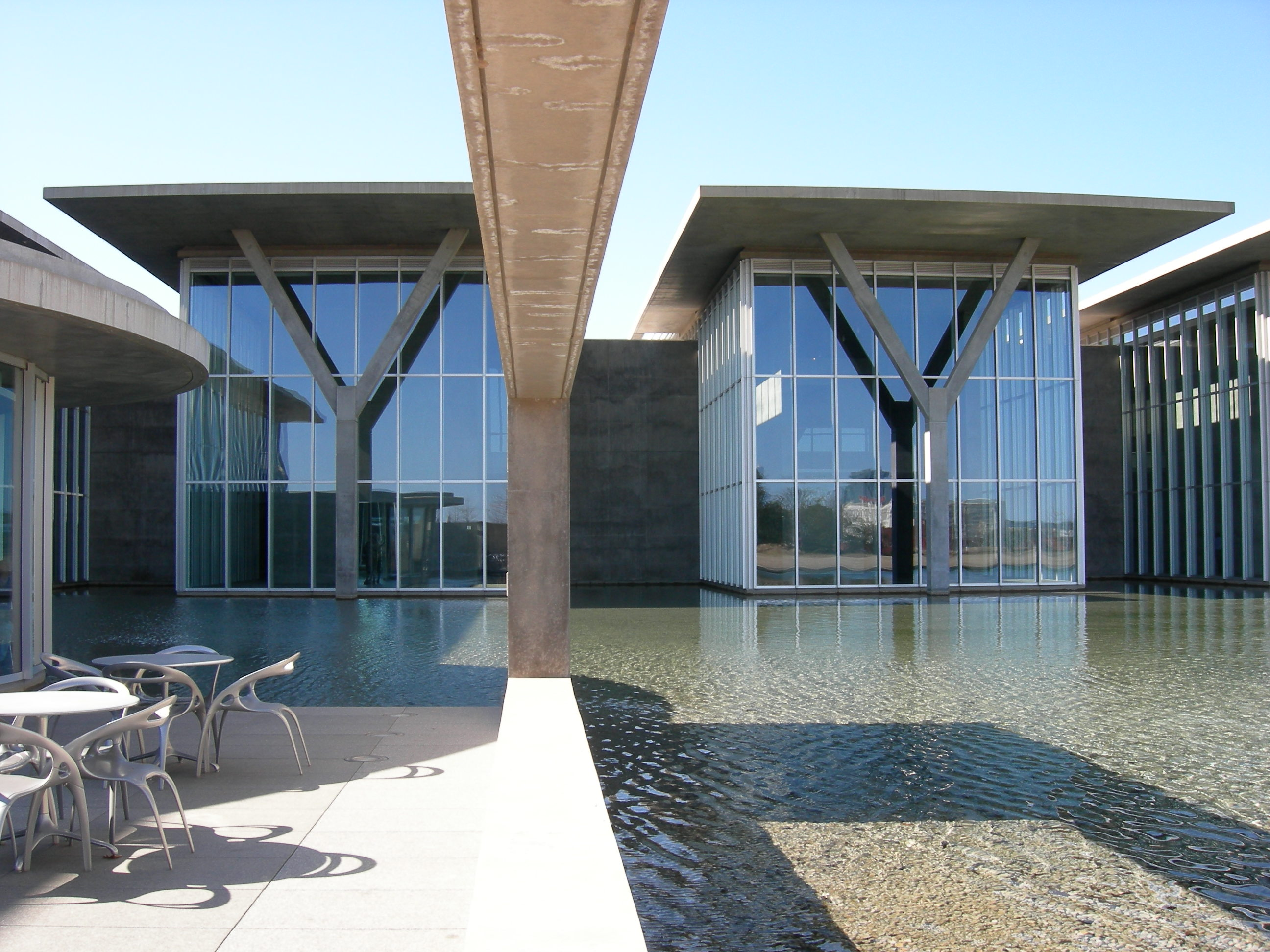
Modern Művészetek Múzeuma, Fort Worth, Texas
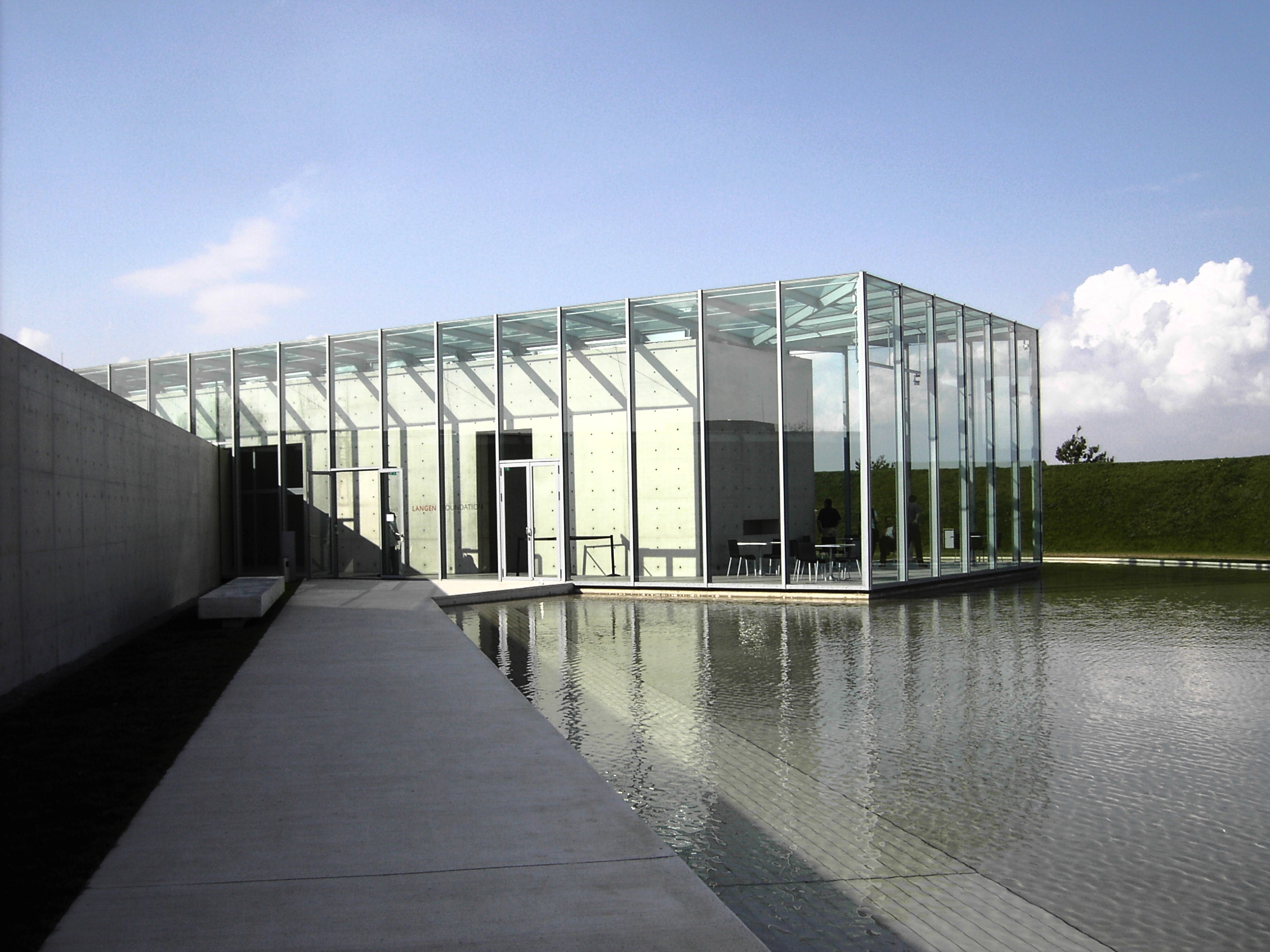
Langen Alapítvány Múzeuma, Neuss, Németország
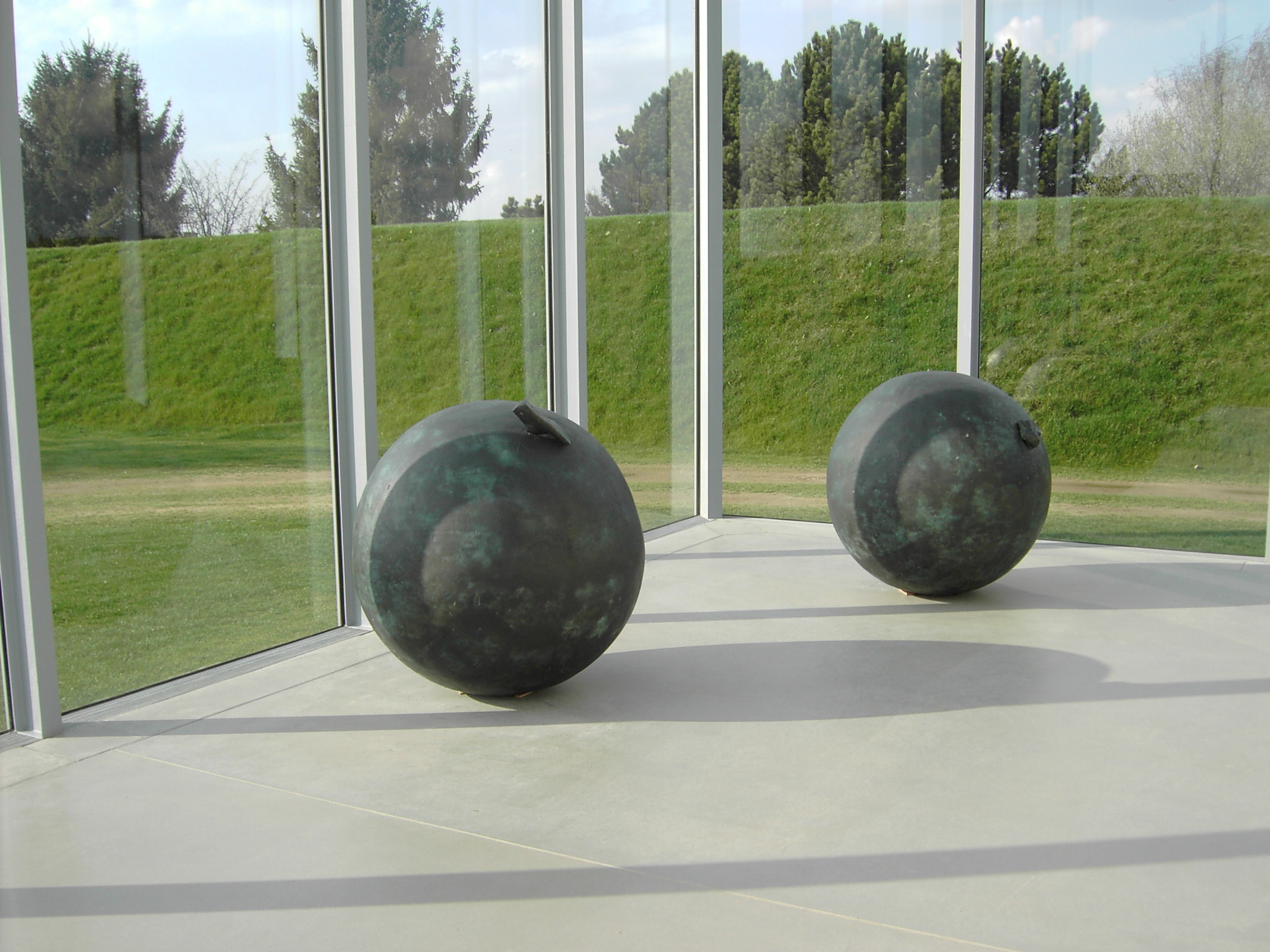
Langen Alapítvány Múzeum belsőtér részlete, Neuss, Németország
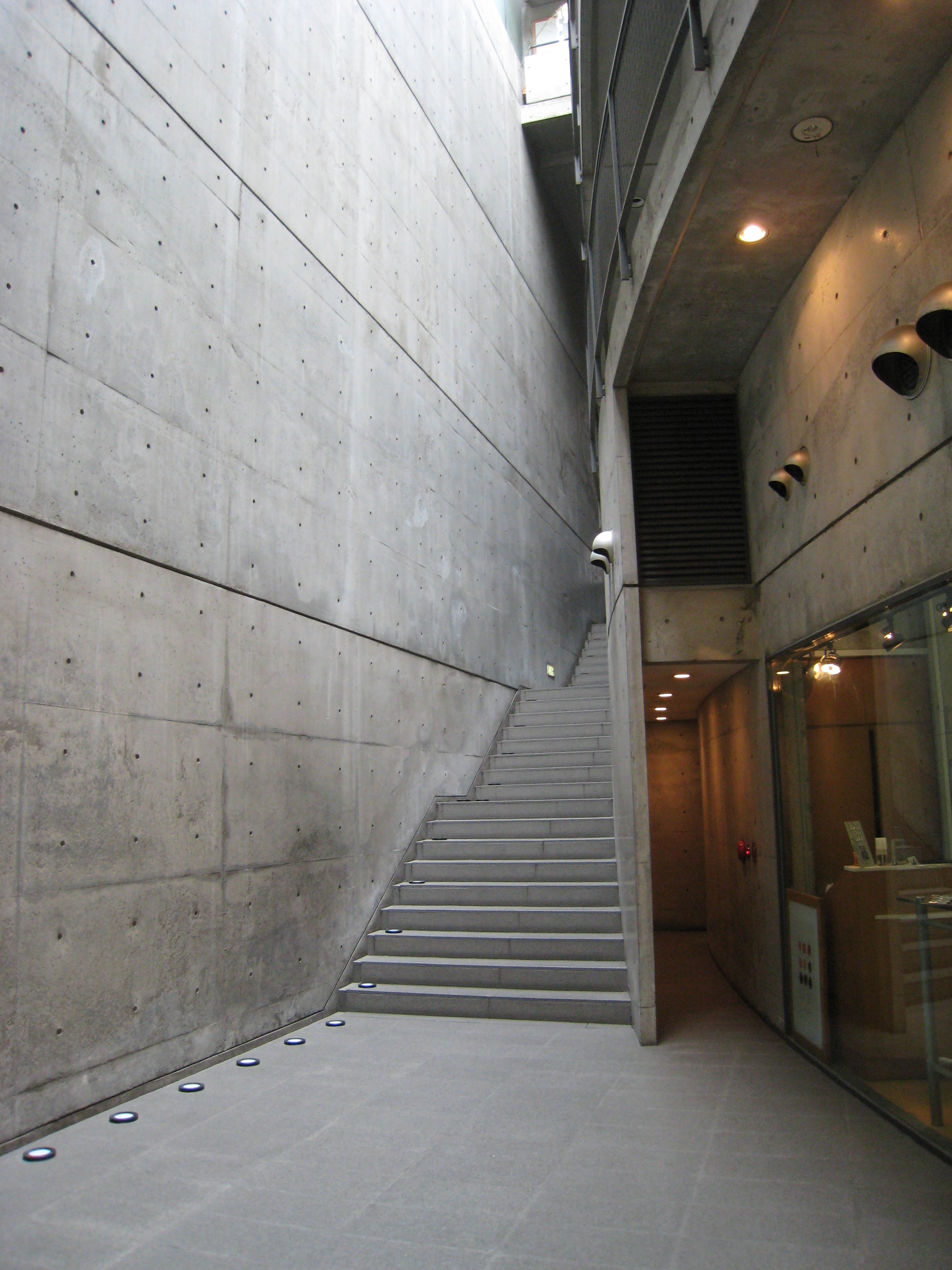
Akka Galéria, Oszaka, 1988
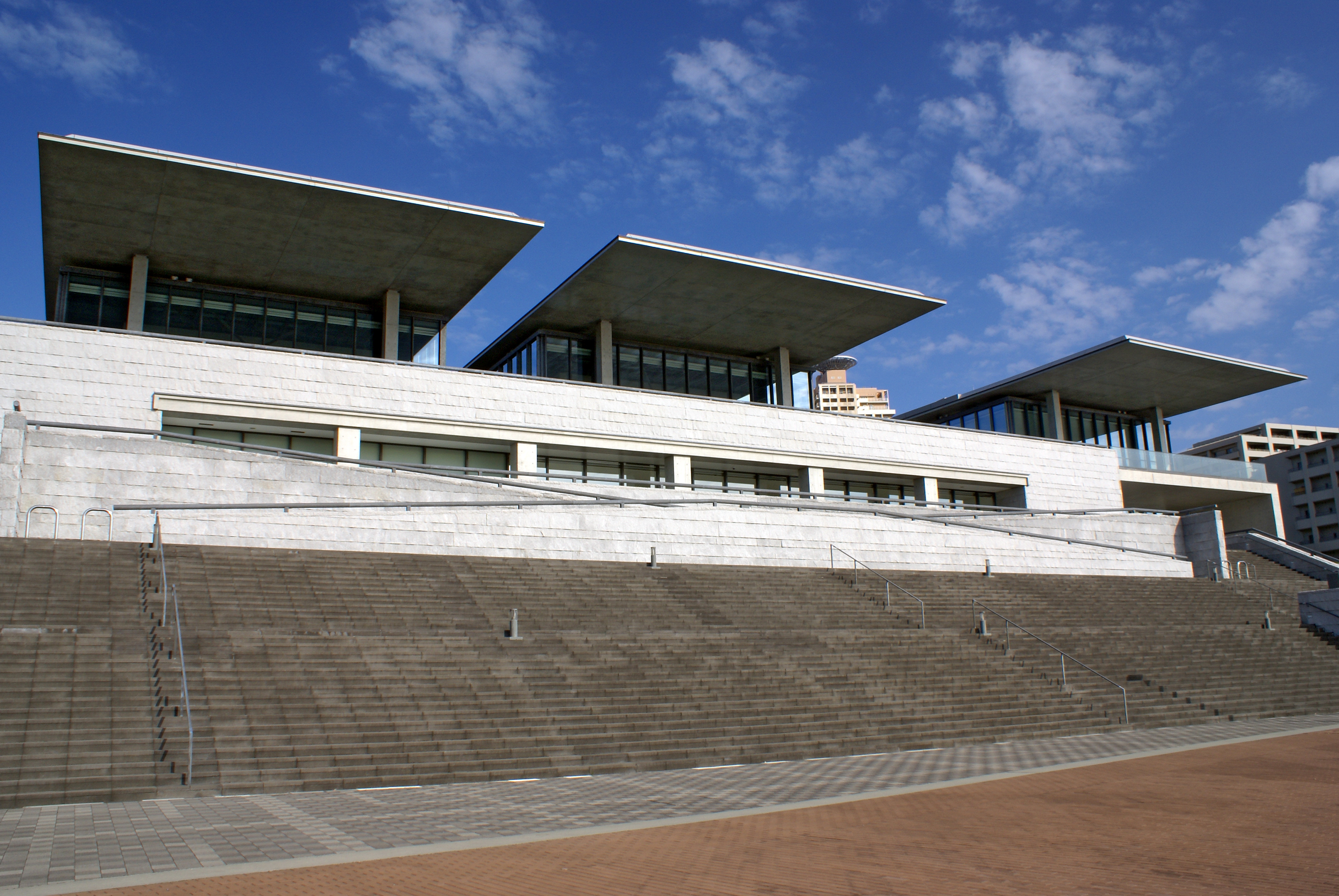
Hjógo Prefekturális Múzeum, Kóbe

## Kiegészítő irodalom
- Klein Rudolf: Tadao Ando. Az építész Kelet és Nyugat között; Pont Kiadó, Bp., 1995 (Conflux)